# Сталки и компания
«Ста́лки и компа́ния» (англ. Stalky & Co.) — книга Редьярда Киплинга о жизни мальчиков в английской частной школе-интернате, во многом автобиографическая. Опубликована в 1899 году. В России до сих пор практически неизвестна, хотя в 1925 году был опубликован перевод книги, выполненный Николаем Пушешниковым (племянником писателя Ивана Бунина) под названием «Шальная компания». В 2013 году был найден сделанный в 1960-е годы перевод Аркадия Стругацкого. В 2008 году появился альтернативный перевод Дмитрия Хазина.
Изначально главы из книги были написаны Киплингом как отдельные рассказы и были опубликованы в различных журналах с 1897 по 1929 годы. В 1899 году Киплинг издал девять таких рассказов в качестве глав отдельной книги под названием «Сталки». В 1929 году Киплинг выпустил второе издание книги под названием «Сталки и компания, полный вариант», куда было добавлено ещё пять новых глав.

## Сюжет
Книга написана в виде коротких историй, объединённых общими героями и обстановкой. Центральными героями являются харизматичный хитрец Сталки и его лучшие друзья — ирландец Мактурк и очкарик Жук, постоянно сочиняющий стихи. В образе Жука есть много общего с личностью самого Киплинга в школьные годы. Другие герои также имеют свои прототипы — так, прототипом Сталки был Лайонел Данстервилль, Мактурка — Джордж Чарльз Бересфорд, а преподавателя латыни Кинга, язвительного и склонного к демагогии — Уильям Карр Крофтс из Девонского колледжа, в котором учился Киплинг. Сталки и его друзья постоянно изобретают хитроумные способы досадить придирчивым преподавателям или зазнайкам из других классов. При этом они не теряют благородства и настоящие пакости устраивают только в целях самообороны или даже в защиту других. У мальчиков прекрасные отношения с самыми сто́ящими людьми в школе — ректором и священником.
В конце книги приводится рассказ о взрослой жизни Сталки, служащего британской армии в Индии.
Практически все мальчики из описанной Киплингом школы родились вне Англии, в военных лагерях, военных городках или в открытом море, в семьях офицеров, и в будущем мечтают пойти по стопам родителей.
«Stalky & Co.» шокировал чопорную английскую публику упоминаниями травли и пыток, которым мальчишки из старших классов подвергали тех, кто младше и слабее. Киплингу не пришлось ничего выдумывать: он просто рассказал всё как было. В Девонском колледже не было дедовщины и гомосексуализма, встречавшихся в интернатах для мальчиков в Англии того времени, но подростковой жестокости было сколько угодно. Вот некоторые отзывы на только что вышедшую книгу: «…Ужасающие картины садизма в английской школьной системе, от которых волосы встают дыбом…», «…Вульгарность, дикость, жестокость, вонь — на каждой странице…». До появления «Stalky & Co.» жанр «школьной прозы» существовал как мощная традиция. Самым большим грехом героя «школьной прозы» могла быть любовь к сладкому. «„Эрик, или Мало-помалу“ почти такая же скучища, как „Сент-Уинифред“», — говорит Жук Сталки.
В одном из эпизодов Сталки, Мактурк и Жук хитростью связывают двоих таких старшеклассников и подвергают их всем издевательствам, которым старшеклассники подвергали своего младшего соседа по комнате. Все эти пытки были знакомы Сталки и компании с начала появления в колледже на собственной шкуре.
Киплинг писал об аналогичном случае из собственной юности:

Как мы — Сталки, Мактурк и Жук — сошлись впервые, я не помню, но наш альянс стал совсем прочным, когда нам было тринадцать. Нам сильно досаждал один взрослый парень, он обчищал наши и без того пустые сундуки. Мы вызвали его на драку, настоящую кучу-малу — не драка, а почти искусство. Мы потрудились на славу (облепили его, как пчелы свою матку), и больше он нас не беспокоил.

Также вразрез с правилами жанра идёт последняя глава — встреча уже взрослых выпускников колледжа и рассказ о похождениях Сталки в Индии. «Сталки и компания» — единственный роман школьной прозы, в котором школа рассматривается не как автономный мирок, а как площадка, на которой боксеры разминаются перед матчем — ведь все школьники собирались стать военными или другим способом служить Британской империи (сам Киплинг, которого не брали в армию из-за очень плохого зрения, на износ служил британской прессе в Лахоре. Мактурк — Джордж Чарльз Бересфорд — служил в Индо-Европейском телеграфе). В школу приходят сообщения об убийстве на фронте совсем недавних выпускников. Киплинг первый, кто говорит о школьниках не только как о детях, но как о молодых мужчинах.
Для современного читателя может выглядеть необычным то, что герои — и взрослые, и мальчишки — постоянно цитируют классическую латинскую литературу, которую тогда проходили в школе.

## Экранизация
В 1982 по роману «Stalky & Co.» был поставлен телевизионный фильм в шести частях, показанный на канале Би-Би-Си. Роль Сталки сыграл Роберт Эдди.

## Сталки и сталкеры
Прозвище главного героя — Stalky (['stɔːkɪ], букв. гибкий) — можно перевести с английского как «проныра», «ловкач», «пройдоха». Однако в русском переводе предпочли этого не делать и только изменили произношение слова на более привычное русскому слуху. Аркадий Стругацкий очень любил «Stalky & Co.» и ещё в молодости сделал собственный перевод, который долгое время считался утерянным. Именно от прозвища Сталки произошло слово «сталкер», впервые придуманное братьями Стругацкими для повести «Пикник на обочине» и с тех пор ставшее очень популярным.